# Cantó de Claret
El cantó de Claret és un cantó francès del departament de l'Erau, a la regió del Llenguadoc-Rosselló. Forma part del districte de Montpeller, té 9 municipis i el cap cantonal és Claret.

## Municipis
- Campanha
- Claret
- Ferrièiras de las Veirièiras
- Garrigues
- Fontanés
- Lauret
- Sautairargues
- Vaquièiras
- Valfaunés